# Beverley Minster

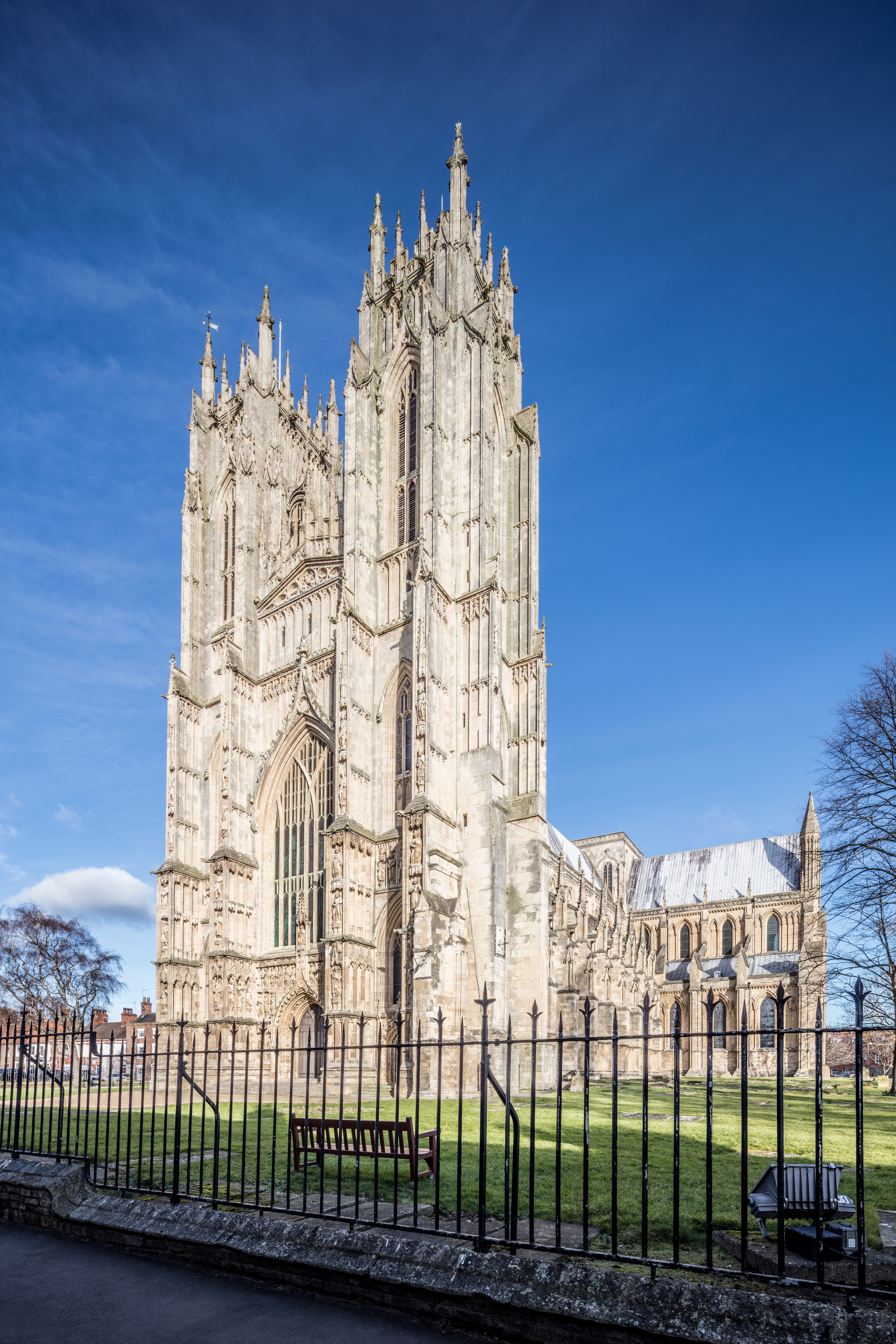

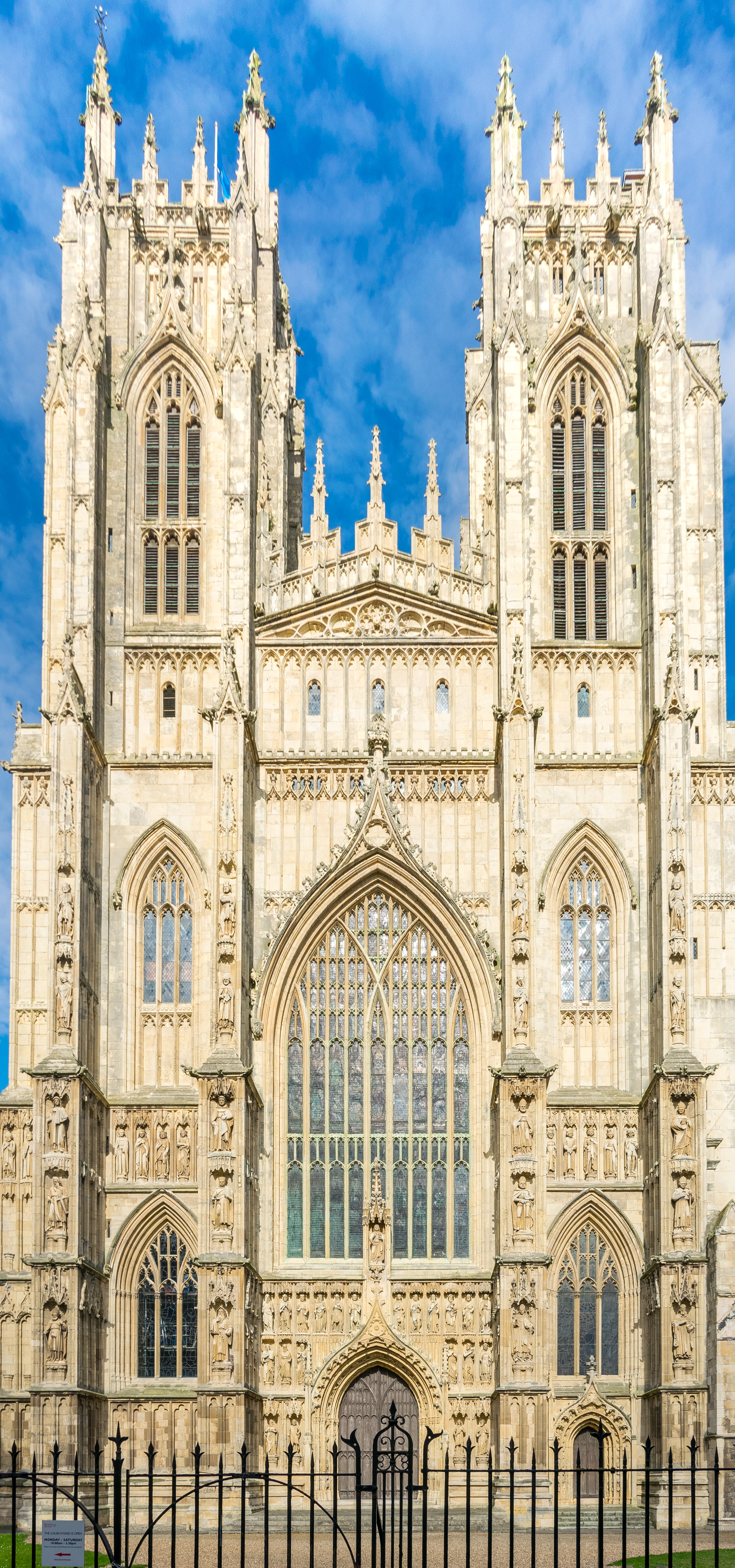

De Beverley Minster of Parish Church of Saint John and Saint Martin is een kerk in het Engelse Beverley in East Riding of Yorkshire. De gotische parochiekerk is groter dan een derde van alle Engelse kathedralen. 
Jan van Beverley stichtte een klooster op de plek van de huidige minster; na zijn dood in 721 en zijn latere heiligverklaring (1037) werd de plek een bedevaartsoord. De gotische kloosterkerk werd opgetrokken tussen 1188 en 1420 omdat de kerk in Normandische stijl te klein werd voor de stroom pelgrims. Het gebouw was een kloosterkerk tot de ontbinding van de kloosters in de 16e eeuw. Nadien werd het een anglicaanse parochiekerk toegewijd aan de heiligen Jan van Beverley en Martinus van Tours. 
Het gebouw is een Grade I beschermd monument.